# Balbina Valverde
Balbina Valverde (Badajoz, 1840-Madrid, 1910) fue una actriz de teatro española.

## Biografía

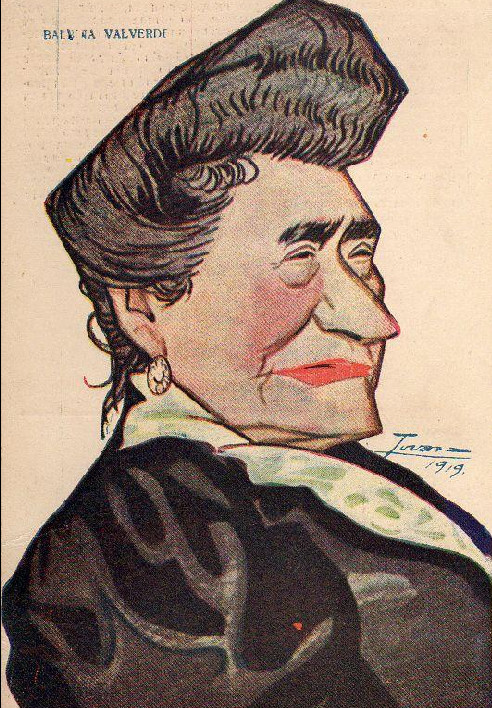
Caricatura de Balbina Valverde, firmada por Manuel Tovar Siles en 1919.

Nacida en Extremadura, era hermana del compositor Joaquín Valverde (autor con Federico Chueca del libreto musical de La Gran Vía ) y abuela del director de cine Fernando Delgado de Lara. Tras el fallecimiento de su padre en 1851, se trasladó con su familia a Madrid. Allí ingresaría en el Conservatorio, donde tuvo entre otros maestros a actores de la talla de Julián Romea y José García Luna. Recomendada por Ventura de la Vega entró como segunda dama en la compañía del Teatro del Príncipe donde debutaba a los dieciocho años con Vida por honra de Hartzenbusch.
Comenzó a brillar como "característica" en obras como La culebra en el pecho y ¿Quién es el autor?, llegando a convertirse en la mejor actriz de su época en ese perfil de comedia (el actor "característico" o "de carácter"). Se calcula que estrenó más de trescientas cincuenta obras de teatro y fue actriz favorita de autores como Ramos Carrión, Gaspar y Rimbau, Vital Aza, o Emilia Pardo Bazán que escribió para ella el monólogo El vestido de boda, estrenado el 1 de febrero de 1898.
El 3 de septiembre de 1880 estuvo al frente del elenco que inauguró el Teatro Lara, en el que permanecería durante 27 años (hasta pocos años antes de su muerte según relata Martínez Olmedilla, que añade el dato crematístico de que su sueldo no varió a lo largo de ese cuarto de siglo laboral: 16 duros), y haciendo siempre gala de una impecable puntualidad tanto en los ensayos como en las funciones.
Su último gran éxito fue en el papel de doña Sirena, con el estreno de Los intereses creados de Jacinto Benavente en 1907, antes de dejar definitivamente los escenarios. Falleció en Madrid en febrero de 1910. Por decisión municipal, el entierro recorrió el viejo Madrid pasando por delante del Teatro Español, el de la Comedia, el Apolo y finalmente, ante el Lara, y fue esa al parecer la única vez en que Balbina se retrasó. Cuenta Martínez Olmedilla que en aquella ocasión, estando a la puerta del teatro los actores y el resto del personal, cuando alguien dijo es la primera vez que doña Balbina se retrasa, Tomás Alenza, encargado de la sala y hombre de confianza de la familia Lara, respondió: Pero es 'porque la traen'.
Fue suegra del escritor Sinesio Delgado, quien en 1888 contrajo matrimonio con Julia de Lara Valverde, hija de Balbina.

### Reconocimientos
El Ayuntamiento de Madrid le dedicó una calle (entre las de Joaquín Costa y Luis Muriel).